# NGC 722
NGC 722 је спирална галаксија у сазвежђу Ован која се налази на NGC листи објеката дубоког неба.
Деклинација објекта је + 20° 41' 54" а ректасцензија 1h 54m 46,9s. Привидна величина (магнитуда) објекта NGC 722 износи 13,6 а фотографска магнитуда 14,4. NGC 722 је још познат и под ознакама UGC 1379, MCG 3-5-32, CGCG 460-46, near Beta Ari, PGC 7098.